# ديفيد غرينوود (لاعب كرة قدم أمريكية)
ديفيد غرينوود (بالإنجليزية: David Greenwood)‏ هو لاعب كرة قدم أمريكية أمريكي، ولد في 25 مارس 1960 في بارك فولز في الولايات المتحدة.

## وصلات خارجية
- ديفيد غرينوود على موقع مرجع كرة القدم المحترفة.كوم (الإنجليزية)